# Drosophila setifemur
Drosophila setifemur är en tvåvingeart som först beskrevs av John Russell Malloch 1924.
Drosophila setifemur ingår i släktet Drosophila och familjen daggflugor. Artens utbredningsområde är Australien och de individer som användes för att först beskriva arten insamlades vid Sydney.
Arten har tidigare räknats som en synonym till Drosophila sulfurigaster men återfick status som egen art 2009 efter nya studier av holotyp och paratyp. Samtidigt föreslogs även att Drosophila dispar skulle räknas som en synonym till Drosophila setifemur.